# SO Châtellerault
SO Châtellerault – francuski klub piłkarski z siedzibą w Châtellerault.

## Historia
Stade Olympique Châtelleraudais został założony w 1914 roku jako Club Olympique Châtelleraudais. W 1942 roku klub połączył się z US Châtellerault tworząc Stade Olympique Châtelleraudais. Przez wiele lat klub występował w niższych klasach rozgrywkowych.
W 1971 roku klub po raz pierwszy awansował do Division 3. W 1987 roku klub po raz pierwszy w historii awansował do Division 2. Pobyt na zapleczu francuskiej ekstraklasy trwał tylko sezon, gdyż po zajęciu 18. miejsca klub spadł z ligi. Potem klub występował głównie w trzeciej i czwartej lidze. Obecnie występuje w Championnat de France amateur 2 (IV liga).

## Sukcesy
- 1 sezon w Division 2: 1987-1988.

## Reprezentanci kraju grający w klubie
stan na październik 2023
|  | - Houari Ouali - Sahnoune Gouda - Mubama Kibwey - Yannick Yenga - Manuel Garriga - Eddy Viator - Davidson Charles - Fahardine Hassani |  | - Safwan Mbaé - Maël Lépicier - Lys Mouithys - Noël Moukila - Johann Paul - Zakaria Alaoui - Anthony Angély - Evan Salines |  | - Stéphane Tein-Padom - Louis Ukajo - Christopher Fourmy - Farid Hazem - David Chevalier - Mickaël Mazzoli - Jimmy Behlow |

## Trenerzy klubu
- Yves Herbet (1995–1996)